# Coturnix
Coturnix är ett släkte med vaktlar. Arter inom släktet är typiskt små bruna fåglar, i röda- och sandfärger och med mörka linjer på huvudet, strupen och nacken. De är oftast svåra att få syn på då de ofta trycker och smyger undan i vegetation. Däremot observeras de ofta på grund av hanens höga visslande lockläte. På många håll är de utsatta för en intensiv jakt på grund av sina vackra fjädrar. Många av arterna föds också upp både för fjädrar och ägg.

## Arter
Vanligtvis urskiljs fem nu levande arter i släktet:
- Vaktel (Coturnix coturnix)
- Japansk vaktel (Coturnix japonica)
- Svartbröstad vaktel (Coturnix coromandelica)
- Harlekinvaktel (Coturnix delegorguei)
- Stäppvaktel (Coturnix pectoralis)

Även asiatisk blåvaktel, afrikansk blåvaktel och brunvaktel har placerats i släktet, men DNA-studier visar att de är mer avlägset släkt och förs därför numera tillsammans till Synoicus.
Fem utdöda arter från holocen finns beskrivna:
- Kanarievaktel (Coturnix gomerae) – förhistorisk art
- Madeiravaktel (Coturnix lignorum) – förhistorisk art
- Sãovicentevaktel (Coturnix centensis) – förhistorisk art
- Portosantovaktel (Coturnix alabrevis) – förhistorisk art
- Nyazeelandvaktel (Coturnix novaezelandiae) – utdöd 1875

En fossil art från mellan sen oligocen och sen miocen från sydvästra och centrala Europa är beskriven som Coturnix gallica.